# Amolops nepalicus
Amolops nepalicus és una espècie de granota de la família Ranidae que viu al Nepal. Aquesta espècie és coneguda només en la zona de "2 quilòmetres a l'est de Barabise" (Yang 1991), Barabise (27° 33′ N, 86 ° 06'I), juntament Sabhaya, Kbota, un afluent del riu Arun, al Nepal, a 1.000 m snm. Probablement es troba més àmpliament.
El seu hàbitat natural s'inclou entorns semi-aquàtics, confinats als rierols de muntanya. No hi ha amenaces significatives per a la supervivència d'aquesta espècie